# Portugál vízikutya
A portugál vízikutya egy kutyafajta, az Amerikai kennel klub besorolása szerint munkakutya. A portugál vízikutya származási helye Portugália, eredetileg Algervergéből jöttek. Portugáliában a fajta a halászoknak segített, így a munkája hasonlított a labradoréhoz.
Legközelebbi rokona állítások szerint a közép uszkár. Az uszkárokhoz és más vízikutyákhoz hasonlóan a portugál vízikutya is igen intelligens. Göndör szőre van, az úszáshoz pedig hálószerű  lábujjai. 
Marmagassága a kan esetében 50-57 cm, a szukánál 43-52 cm. A kan testsúlya 19-27 kg, a szukáé 16-23 kg. Általában 10-14 évig él.
1297-ben a szerzetesek egy fuldokló emberről számoltak be, akit egy kutya mentett ki a vízből, göndör szőrrel és csomózott farokkal. Ez igazolja, hogy a portugál vízikutya és az uszkár egy biológiai medencéből származnak. Állítólag az uszkár, a Kerry blue terrier és az ír vízispániel a portugál vízikutya ősei.
A portugál vízikutya fajtája közel állt a kihaláshoz, amikor az 1930-as években Vasco Bensaude, egy gazdag portugál hajós halászkutyákat keresett a tenyésztési programban való felhasználásáért, hogy szaporítsa a fajtát. Bensaude kenneljének a neve Algarbiorum volt, a legismertebb kutyájának a neve pedig Leão (1931–1942).
Mint minden fajtatiszta kutya, a fajtatiszta portugál vízikutya is érzékeny a genetikai hibákra. Ezen fajta génkészletének korlátozása miatt a lelkiismeretes tenyésztők gondosan tanulmányozzák példányaik törzskönyvét, hogy minimálisra csökkentsék a genetikai betegségek számát. Mint sok más kutyafajta esetében, a portugál vízikutya egyre növekvő népszerűsége miatt egyre több tenyésztője van.